# Carlos Gallardo (calciatore)
Carlos Eduardo Gallardo Nájera (Città del Guatemala, 8 aprile 1984) è un ex calciatore guatemalteco, di ruolo difensore.